# Bączek amurski
Bączek amurski (Ixobrychus eurhythmus) – gatunek średniej wielkości ptaka z rodziny czaplowatych (Ardeidae). Częściowo wędrowny; gniazduje we wschodniej części Azji, zaś zimuje w Azji Południowo-Wschodniej. Nie jest zagrożony wyginięciem.

## Taksonomia
Po raz pierwszy gatunek opisał Robert Swinhoe w 1873 na podstawie holotypu z Chin. Nowemu gatunkowi nadał nazwę Ardetta eurhythma. Obecnie (2020) Międzynarodowy Komitet Ornitologiczny umieszcza gatunek w rodzaju Ixobrychus. Uznaje go za takson monotypowy, podobnie jak autorzy Handbook of the Birds of the World.

## Morfologia
Długość ciała wynosi 33–42 cm, masa ciała 89–123 g, rozpiętość skrzydeł 48–59 cm. Bączki amurskie mają grzbiet o głębokim, kasztanowym kolorze, czarniawe ciemię i ogon. W górnej części skrzydła obecna jest płowa wstawka, lotki są ołowianoszare. Samice i młode mają upierzenie brązowe, na grzbiecie upstrzone białymi, brązowymi i czarnymi plamami, oraz szerokie brązowe i białe pasy na spodzie ciała.

## Zasięg występowania
Obszary lęgowe obejmują wschodnią Syberię, wschodnie Chiny, Półwysep Koreański oraz Japonię (współcześnie rzadko). Zimowiska znajdują się na obszarze od Półwyspu Malajskiego po Wielkie Wyspy Sundajskie, Sulawesi i Filipiny. BirdLife International szacuje zasięg występowania na 8,61 mln km².

## Ekologia i zachowanie
Środowiskiem życia bączków amurskich są mokradła z trzcinowiskami, podmokłe trawiaste łąki, bagna na otwartych płaskich obszarach lub nisko położone doliny rzeczne. Ptaki te są skryte i trudne do dostrzeżenia. O ich pożywieniu niewiele wiadomo. Zjadają małe ryby, płazy bezogonowe, równonogi, różnorodne owady i ich larwy (larwy ważek) oraz kijanki. Wędrówka na zimowiska rozpoczyna się w sierpniu.

### Lęgi
W Chinach i na dalekim wschodzie Rosji zniesienia stwierdzano od maja do lipca. W Japonii okres lęgowy trwa od maja do sierpnia. Gniazdują samotnie; w badaniu prowadzonym w południowym Kraju Nadmorskim gniazda oddalone były od siebie o 104–405 m. Gniazda zbudowane z łodyg roślin umieszczone są na ziemi, w trawie w pobliżu wody. Jego budowa trwa 2–4 dni, uczestniczą w niej obydwa ptaki z pary. Jest systematycznie naprawiane w trakcie lęgów. Zniesienie liczy 4–6 jaj; wymiary 33 jaj: 31,5–37,2 na 25,0–29,1 mm. Inkubacja trwa 16–19 dni. Młode wykluwają się przez co najmniej dwa dni. Obydwa ptaki z pary opiekują się potomstwem.

## Status i zagrożenia
IUCN uznaje bączka amurskiego za gatunek najmniejszej troski (LC, Least Concern) nieprzerwanie od roku 2000. Wcześniej w 1994 i 1988 gatunek był sklasyfikowany jako bliski zagrożenia (NT, Near Threatened). W 2006 organizacja Wetlands International szacowała, że liczebność populacji mieści się w przedziale 1000–25 000 osobników. BirdLife International uznaje trend liczebności populacji za spadkowy ze względu na postępujące niszczenie siedlisk. Chińska Czerwona Lista w 2015 uznawała bączka amurskiego za gatunek najmniejszej troski. W Korei w 2014 miał status narażonego (VU, Vulnerable).